# Dead 'n' Furious
Dead 'n' Furious (Touch the Dead en Amérique du Nord) est un jeu vidéo de type rail shooter développé par Dream On Studio et sorti en 2007 sur Nintendo DS.

## Accueil
- Jeuxvideo.com : 7/20[1]